# Dywizjon Rozpoznania Powietrznego

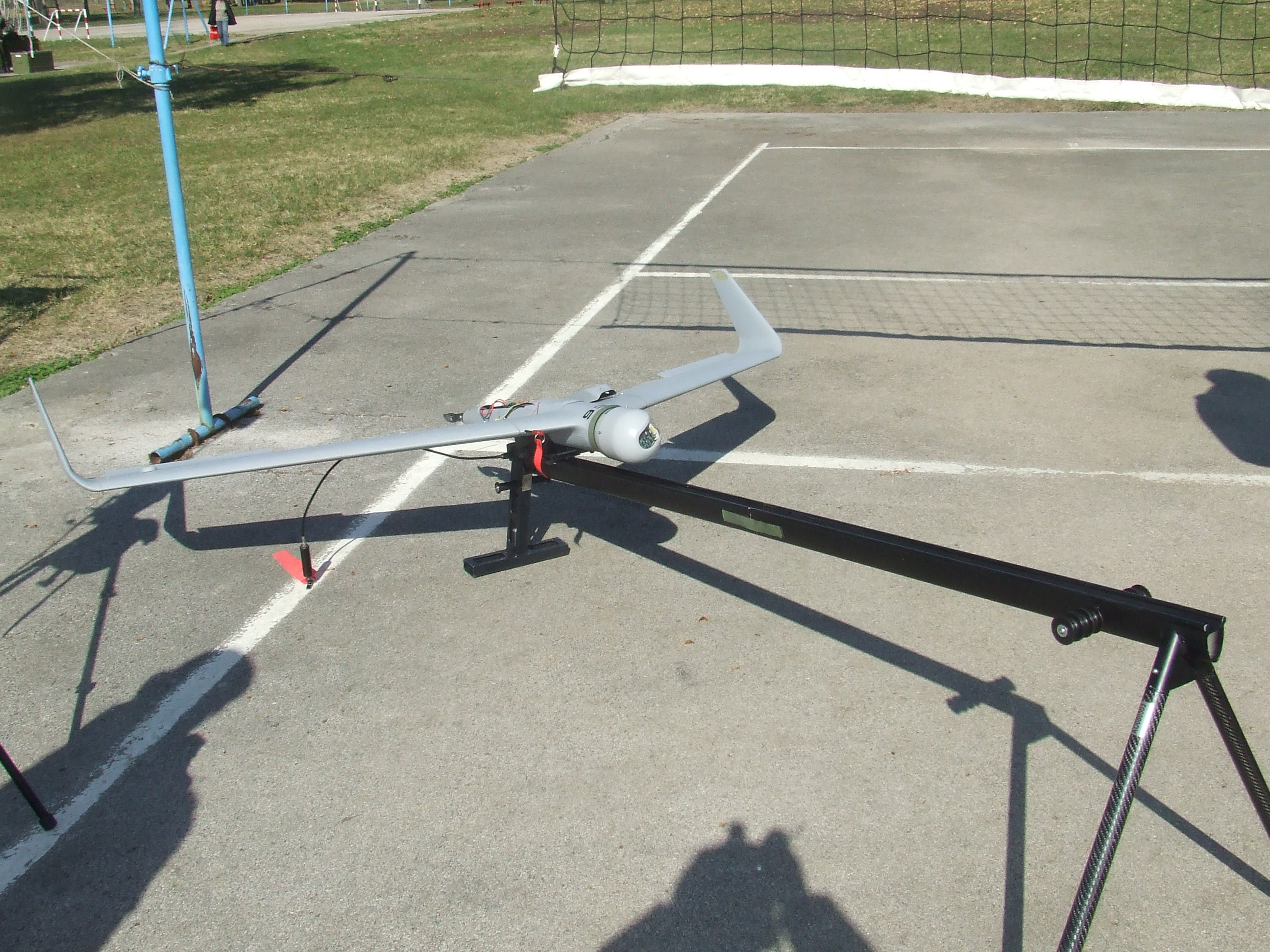
Aeronautics Orbiter

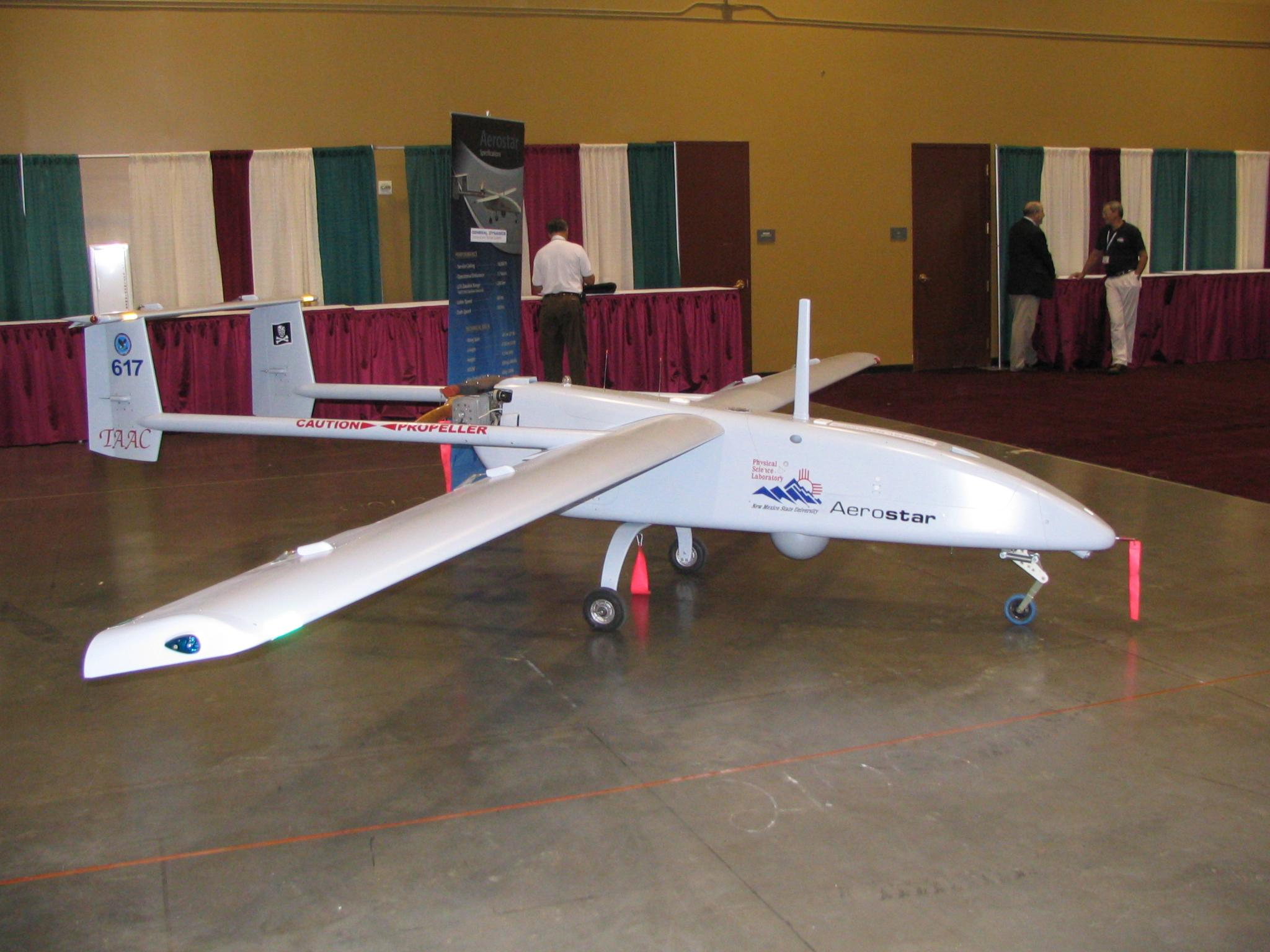
Aeronautics Aerostar, dawniej na stanie drp 1 BLWL

Dywizjon Rozpoznania Powietrznego (drp) – specjalistyczny, lotniczy, pododdział rozpoznawczy.

## Historia
Historia dywizjonu zaczyna się pod koniec 2006 roku, wtedy w etacie 49 Pułku Śmigłowców Bojowych sformowano eskadrę bezzałogowych rozpoznawczych statków powietrznych Orbiter. Początkowo eskadra stacjonowała na lotnisku w Pruszczu Gdańskim.
W celu usprawnienia dowodzenia i dostosowania struktury jednostek do standardów obie eskadry podporządkowano nowo formowanemu Dywizjonowi Rozpoznania Powietrznego.
W 2010 roku drp przemieszczono na lotnisko w Mirosławcu, gdzie jednostka stacjonuje do dziś.
W związku z rozformowaniem 49 Pułku Śmigłowców Bojowych od 1 stycznia 2012 roku dywizjon podporządkowano Dowódcy 1 Brygady Lotnictwa Wojsk Lądowych.
Z dniem 1.1.2016 r. drp został przeniesiony z 1 BLWL do 12 Bazy Bezzałogowych Statków Powietrznych (sformowanej z dawnej 12 KLot).

## Zadania
Dywizjon wykonuje loty rozpoznawcze IMINT na rzecz różnych jednostek wojskowych oraz dla potrzeb szkoleniowych. Żołnierze sterujący statkami powietrznymi i obsługi technicznej wykonują zadania w Polsce oraz uczestniczyli w operacjach poza granicami kraju, w składzie m.in. PKW Irak, PKW Czad i w składzie PKW Afganistan. Dodatkowo jednostka posiada zdolność do wykonywania lotów bsp ScanEagle oraz bsp Predator.

## Środki
- Aeronautics Orbiter
- Aeronautics Aerostar (w roku 2011 wypożyczony został jeden zestaw do czasu dostarczenia zamówionych egzemplarzy, zwrócone w roku 2012 ze względu na zerwanie umowy przez MON)[2].

## Struktura
- dowództwo
- sztab
- grupa analizy danych
- eskadra bsr
- eskadra minibsr
- klucz techniczny

## Dowódcy
- ppłk Krzysztof Kiszczeński (2010 – 2012)
- ppłk Adam Kozub (2012 - obecnie)

## Podporządkowanie
- 49 Pułk Śmigłowców Bojowych (2010 – 31 grudnia 2011)
- 1 Brygada Lotnictwa Wojsk Lądowych (1 stycznia 2012 – 31 grudnia 2015)
- 12 Baza Bezzałogowych Statków Powietrznych (od 1 stycznia 2016 r.)